# Jahnholz
Jahnholz hat seinen Ursprung im Mittelhochdeutschen, und darin bedeutet „jahn“ einen schmalen Streifen oder ein abgegrenztes Waldstück. Es ist zudem ein Flurname, den es allerdings auch als Familiennamen gibt. Ein Jahnholz ist sogar eine Romangestalt.
Ein solcher Jahnholz genannter Waldstreifen befindet sich seit 1827 im Belvederer Forst bei Weimar im Bereich des oberen Muschelkalks. Es gibt in Thüringen mehrere solcher Fälle, wo ein abgegrenzter Teil eines größeren Waldgebietes für die allgemeine Nutzung freigegeben wurde. Das war auch in Belvedere der Fall. Diese Bezeichnung ist nicht allein in Thüringen verbreitet, es gibt z. B. auch das Jahnholz bei Reesen.
Das zum Gut Büstorf gehörende und bei Rieseby auf der Halbinsel Schwansen im nördlichen Schleswig-Holstein (Südschleswig) gelegende Jahnsholz (dän. Jansholt) befindet sich dagegen im dänisch-niederdt. Sprachraum und leitet sich von Johannes ab (→Johannesholz).